# Gene Ha
Gene Ha est un dessinateur de comics américain.

## Biographie

### Débuts et Cable
Fils d'immigrés coréens, Gene Ha naît à Chicago et grandit à South Bend dans l'Indiana. Il est diplômé du Centre d'Études Créatives de Détroit (Center for Creative Studies).
Gene Ha se fait d'abord connaître par la mini-série des Adventures of Cyclops and Phoenix (parue dans le Récit Complet Marvel no 46 de mai 1995) qui narrent également les péripéties du jeune Cable. Ce dernier voit d'autres de ses aventures dessinées par Gene Ha dans la mini-série Askani's Son (parue dans le Récit Complet Marvel no 51 d'août 1996). Il travaille aussi sur les Quatre fantastiques.

### La période DC Comics
Ensuite, Gene Ha rejoint DC Comics pour y dessiner quelques personnages connus tels que Batman (Batman : Fortunate Son, Batman : Gotham Knights #13 (paru dans Batman VF no 2 d'avril 2002)) et Green Lantern (Green Lantern (vol.II) #36,44 & 45 et Trinity : Green Lantern). Cependant, ce sont ses travaux sur la série Starman (#46 et quelques contributions dans certains annuals) aux côtés de James Robinson mais surtout la réalisation du Shade #1 qui révèlent son talent.

### La période America's Best Comics
Avec Alan Moore au scénario et Zander Cannon à l'encrage, Gene Ha collabore sur des séries de qualité appartenant à la collection America's Best Comics de Wildstorm comme Top 10 évoquant la vie du commissariat de Neopolis dont c'est le surnom et traduit par Semic. En novembre 2006, sort en français le Top 10 : The Forty-Niners.

### Autres travaux
En 2006, Gene Ha dessine les deux premiers numéros de la nouvelle incarnation de The Authority, écrite par Grant Morrison, et succédant aux évènements du Worldstorm. Il réalise ensuite l'intérieur du Justice League of America #11, écrite par Brad Meltzer et mettant en scène Red Arrow et Vixen ; il illustre aussi la couverture variante de ce numéro (la régulière étant assurée par Michael Turner).
Comme indiqué sur son blog, il travaille actuellement sur une nouvelle série Top 10 avec Zander Cannon mais aussi sur un projet avec le scénariste Bill Willingham.
Il habite à Oak Park en banlieue de Chicago dans l'Illinois.

## Récompenses
- 1994 : prix Russ-Manning
- 2000 : prix Eisner de la meilleure nouvelle série pour Top 10 (avec Alan Moore et Zander Cannon)
- 2001 : prix Eisner de la meilleure série pour Top 10 (avec Alan Moore et Zander Cannon)
- 2006 : prix Eisner du meilleur album pour Top 10 : The Forty-Niners (avec Alan Moore)
- 2008 : prix Eisner du meilleur numéro ou one-shot pour Justice League of America n°11 : Walls (avec Brad Meltzer)
- 2019 : prix Inkpot, pour l'ensemble de sa carrière[2].
- 2024 : prix Eisner du meilleur recueil pour Wonder Woman Historia: The Amazons (avec Kelly Sue DeConnick, Phil Jimenez et Nicola Scott)[3]